# 李德仁 (成化進士)
李德仁（1455年—？），字季仁，順天府東安縣人，民籍，明朝政治人物。

## 生平
成化七年（1471年）辛卯科順天鄉試第十名舉人，十四年（1478年）中式戊戌科會試第四十四名，三甲第四十名進士。弘治十一年（1498年）任寶慶府知府，十五年（1502年）二月升河東鹽運使司鹽運使。正德五年（1510年）任裕州知州。

## 家族
曾祖李延興，元朝翰林院檢討。祖父李東，行人司副，贈太僕寺少卿。父李侃，右僉都御史。母张氏，封宜人。严侍下。兄德容；李德章（貢士）；李德恢（大理寺左評事）。娶董氏。兄李德恢。